# 2月18日 (旧暦)
旧暦2月18日は旧暦2月の18日目である。六曜は先勝である。

## できごと
- 承元元年（ユリウス暦1207年3月18日） - 鎌倉幕府が、法然を土佐に、親鸞を佐渡に流す。専修念仏は禁止に[要出典]
- 文和元年/正平7年（ユリウス暦1352年3月4日） - 新田義宗が上野国で挙兵し鎌倉に入る
- 応安元年/正平23年（ユリウス暦1368年3月7日） - 北朝が貞治から応安に改元
- 寛政8年（グレゴリオ暦1796年3月26日） - 稲村三伯らが、オランダの書籍商・ハルマの蘭仏辞典を訳出した蘭和辞書『ハルマ和解』（江戸ハルマ）を刊行

## 誕生日
- 建暦2年（ユリウス暦1212年3月22日） - 後堀河天皇、86代天皇（+ 1234年）
- 嘉永2年（グレゴリオ暦1849年3月12日） - 朝吹英二、実業家（+ 1918年）
- 嘉永5年（グレゴリオ暦1852年3月8日） - 高村光雲、彫刻家（+ 1934年）
- 明治元年（グレゴリオ暦1868年3月11日） - 小川芋銭、日本画家 （+ 1938年）

## 忌日
- 延暦9年（ユリウス暦790年3月8日） - 藤原浜成、奈良時代の公卿、歌人（* 724年）